# Raymond Passat
Ne doit pas être confondu avec Raymond Plassat.
Raymond Passat est un coureur cycliste français né le 28 décembre 1913 à Gannat et mort le 16 juin 1988 à Montluçon. Il a remporté deux étapes du Tour de France (en 1937 puis en 1939).

## Biographie
Il est professionnel de 1935 à 1943. Il remporte plusieurs grandes victoires dont des étapes sur le Tour de France en 1937 et 1939 ou des courses comme Paris-Rouen en 1935 et Paris-Contres l’année suivante. Membre de l’équipe France-Sport entre 1936 et 1939, il est le coéquipier d’Antonin Magne, double vainqueur du Tour de France et champion du monde sur route en 1936.

## Palmarès
- 1935
  - Paris-Rouen
  - Paris-Louviers
- 1936
  - Paris-Contres
  - 3e de Paris-Amboise
- 1937
  - 19ea étape du Tour de France
- 1938
  - 2e du Tour du Sud-Ouest
- 1939
  - 1re étape de la Ronde des Mousquetaires[1]
  - 7e étape du Tour de France

## Résultats sur le Tour de France
4 participations
- 1936 : 36e
- 1937 : 12e, vainqueur de l'étape Rennes-Vire
- 1938 : 22e
- 1939 : 12e, vainqueur de l'étape Royan-Bordeaux